# 하카스인
하카스인들은 하카스 공화국에 거주하는 터키계 민족이다. 하카스인들은 하카스어를 사용하는 데, 하카스어는 투르크어족 시베리아 튀르크어파에 속한다. 예니세이 키르기스의 일파로 추정된다.

## 상황
하카스인들은 하카스 공화국에서 인구 12%를 차지하고 있다(6만 3,643명, 2010년).
러시아에서 하카스인들은 대부분 역사적인 이름인 미누신스키예타타르 족(러시아어: минуси́нские тата́ры), 아바칸스키예타타르 족(абака́нские тата́ры), 예니세이투르크 족으로 불렸다.

## 종교
하카스인들은 원래 샤머니즘이나 불교를 믿었지만, 대부분의 하카스인들이 19세기에는 러시아 정교회로 개종했다.

## 같이 보기
- 하카시야의 음악
- 푸위 키르기스인